# Calinog
Calinog (Bayan ng Calinog) är en kommun i Filippinerna. Kommunen ligger på ön Panay, och tillhör provinsen Iloilo. Folkmängden uppgår till 48 454 invånare.

## Barangayer
Calinog är indelat i 59 barangayer.
| - Agcalaga - Aglibacao - Aglonok - Alibunan - Badlan Grande - Badlan Pequeňo - Badu - Balaticon - Banban Grande - Banban Pequeňo - Bangga Central - Binolosan Grande - Binolosan Peque - Cabagiao - Cabugao - Cahigon - Barrio Calinog - Camalongo - Canabajan - Caratagan - Carvasana | - Dalid - Datagan - Gama Grande - Gama Peque - Garangan - Guinbonyugan - Guiso - Hilwan - Impalidan - Ipil - Jamin-ay - Lampaya - Libot - Lonoy - Malaguinabot - Malapawe - Malitbog Centro - Mambiranan - Manaripay - Marandig | - Masaroy - Maspasan - Nalbugan - Owak - Poblacion Centro - Poblacion Delgado - Poblacion Rizal Ilaud - Poblacion Ilaya - Baje San Julian - San Nicolas - Simsiman - Tabucan - Tahing - Tibiao - Tigbayog - Toyungan - Ulayan - Malag-it - Supanga |